# Dagmara Domińczyk
Dagmara Domińczyk (Kielce, 1976. július 17. –) lengyel–amerikai színésznő.
Főként az Utódlás című drámasorozatból ismert, melyben 2018 és 2023 között szerepelt.

## Fiatalkora és családja
A lengyelországi Kielcében született, Aleksandra és Miroslaw Dominczyk lányaként. Apja a Szolidaritás Független Szakszervezet tagja volt. Két lánytestvére, Marika és Veronika Domińczyk szintén színésznő lett. Az 1980-as évek elején családjával menekültként érkezett New Yorkba, miután apja politikai tevékenysége miatt kiutasították őket hazájukból.
A manhattani Fiorello H. LaGuardia High School növendéke volt. Ezután a Carnegie Mellon University School of Drama nevű pittsburghi tagintézményének hallgatója lett, ahol 1998-ban diplomázott.

## Pályafutása
A 2000-es évek elejétől feltűnt a Rocksztár (2001), a Monte Cristo grófja (2002), a Kinsey (2004), a Házasság a négyzeten (2005), a Gyilkos szerelem (2006), valamint a Kés, villa, olló (2006) című filmekben. A 2010-es évek elejétől A hit arca (2011), az Idegen földön (2013), Az asszisztens (2019) és Az elveszett lány (2021) szereplője volt.
2013-ban jelent meg The Lullaby of Polish Girls című regénye, melyet részben Lengyelországban töltött gyermekévei ihlettek.

## Magánélete
2005-ben ment feleségül Patrick Wilson színészhez, két gyermekük született: Kalin Patrick Wilson (2006) és Kassian McCarrell Wilson (2009).
Húga, Marika házassága révén Scott Foley színész sógornője.

## Filmográfia

### Film
| Év   | Magyar cím                       | Eredeti cím                   | Szerep             | Magyar hang     |
| ---- | -------------------------------- | ----------------------------- | ------------------ | --------------- |
| 2000 | Ég velünk!                       | Keeping the Faith             | Claire             |                 |
| 2001 | Rocksztár                        | Rock Star                     | Tania Asher        | Kuthy Patrícia  |
| 2002 | Monte Cristo grófja              | The Count of Monte Cristo     | Mercedès Herrera   | Tóth Ildikó     |
| 2002 | Ők                               | They                          | Terry Alba         |                 |
| 2003 | Gyilkos szándék                  | Tough Luck                    | Divana / Melissa   |                 |
| 2004 | Kinsey                           | Kinsey                        | Agnes Gebhard      |                 |
| 2005 | Házasság a négyzeten             | Trust the Man                 | Pamela             | Solecki Janka   |
| 2006 |                                  | Mentor                        | Julia Wilder       |                 |
| 2006 | Gyilkos szerelem                 | Lonely Hearts                 | Delphine Downing   | Kokas Piroska   |
| 2006 | Kés, villa, olló                 | Running with Scissors         | Suzanne            |                 |
| 2007 |                                  | Prisoner                      | Olivia             |                 |
| 2010 |                                  | Helena from the Wedding       | Eve                |                 |
| 2011 | A hit arca                       | Higher Ground                 | Annika             | Nádasi Veronika |
| 2011 |                                  | Felix the Painter (rövidfilm) | Brigitte           |                 |
| 2012 |                                  | The Letter                    | Elizabeth McIntyre |                 |
| 2013 |                                  | Phantom                       | Sophi Zubov        |                 |
| 2013 | Idegen földön                    | The Immigrant                 | Belva              | Murányi Tünde   |
| 2014 |                                  | Jack Strong                   | Sue                |                 |
| 2014 |                                  | Big Stone Gap                 | Elizabeth Taylor   |                 |
| 2014 |                                  | Let's Kill Ward's Wife        | Stacy              |                 |
| 2016 |                                  | A Woman, a Part               | Nadia Jones        |                 |
| 2020 | Ízek, imák, gyerekek             | Abe                           | Rebecca            |                 |
| 2020 | Az asszisztens                   | The Assistant                 | Ellen              |                 |
| 2021 | Az elveszett lány                | The Lost Daughter             | Callie             | Kis-Kovács Luca |
| 2022 | Szerelmi viszonyom a házassággal | My Love Affair with Marriage  | Zelma (hangja)     |                 |
| 2023 | Pofozóklub a gimiben             | Bottoms                       | Mrs. Callahan      |                 |
| 2023 | Priscilla                        | Priscilla                     | Ann Beaulieu       | Dobó Enikő      |
| 2024 | Csábító leckék                   | Miller's Girl                 | Beatrice           | Kiss Eszter     |

### Televízió
| Év        | Magyar cím                               | Eredeti cím                        | Szerep            | Megjegyzések                                     |
| --------- | ---------------------------------------- | ---------------------------------- | ----------------- | ------------------------------------------------ |
| 2001      | Harmadik műszak                          | Third Watch                        | Jeneca Farabee    | 2 epizód                                         |
| 2003      | Esküdt ellenségek: Különleges ügyosztály | Law & Order: Special Victims Unit  | Kate Logan        | 1 epizód                                         |
| 2004      | Buddha nyomában                          | Bad Apple                          | Gina Defresco     | tévéfilm                                         |
| 2004      | Öten a Mennyországból                    | The Five People You Meet in Heaven | Marguerite        | - tévéfilm - magyar hangja: - Törtei Tünde       |
| 2005      | 24                                       | 24                                 | Nicole            | 2 epizód                                         |
| 2006      |                                          | The Bedford Diaries                | Katrina Macklin   | 4 epizód                                         |
| 2011      | A férjem védelmében                      | The Good Wife                      | Isabel Sharp      | 1 epizód                                         |
| 2011      | Briliáns elmék                           | Suits                              | Nancy             | 1 epizód                                         |
| 2012      | A célszemély                             | Person of Interest                 | Sarah Jennings    | 1 epizód                                         |
| 2014      | Boardwalk Empire – Gengszterkorzó        | Boardwalk Empire                   | Dinah Linehan     | 1 epizód                                         |
| 2018–2023 | Utódlás                                  | Succession                         | Karolina Novotney | visszatérő szerep (1. évad) főszerep (2-4. évad) |
| 2018      | Fülledt utcák                            | The Deuce                          | Genevieve Furie   | 1 epizód                                         |
| 2020      | Gyilkos lelkek                           | Prodigal Son                       | The Nightingale   | 1 epizód                                         |
| 2022      | Miénk a város                            | We Own This City                   | Erika Jensen      | - 6 epizód - magyar hangja: - Németh Kriszta     |
| 2023      | Helló, holnap!                           | Hello Tomorrow!                    | Elle              | visszatérő szerep                                |

## Díjak és jelölések
| Év   | Díj                     | Kategória                            | Jelölt mű | Eredmény | Ref.   |
| ---- | ----------------------- | ------------------------------------ | --------- | -------- | ------ |
| 2022 | Screen Actors Guild-díj | legjobb szereplőgárda (drámasorozat) | Utódlás   | Elnyerte | [ 9 ]  |
| 2024 | Screen Actors Guild-díj | legjobb szereplőgárda (drámasorozat) | Utódlás   | Elnyerte | [ 10 ] |

## Fordítás
- Ez a szócikk részben vagy egészben  a   Dagmara Domińczyk című angol Wikipédia-szócikk ezen változatának fordításán alapul.  Az eredeti cikk szerkesztőit annak laptörténete sorolja fel. Ez a jelzés csupán a megfogalmazás eredetét és a szerzői jogokat jelzi, nem szolgál a cikkben szereplő információk forrásmegjelöléseként.